# 曹元忠 (西平王)
曹元忠（?—?），五代十国时期的第四任曹氏归义军节度使。曹議金的儿子，曹元德、曹元深的弟弟。
- 后晋開運三年（946年），二月庚申，皇帝石重贵以瓜州刺史曹元忠為沙州留後。[1]
- 後漢天褔十二年（947年）七月，皇帝刘知远授歸義軍節度使曹元忠为特進、檢校太傅。[2]
- 後漢乾祐二年（949年）五月，皇帝刘承祐授歸義軍節度使、特進、檢校太傅曹元忠兼御史大夫、譙郡開國侯。[3]
- 後周顯德二年（955年），后周世宗柴荣以沙州節度觀察留後曹元忠為歸義軍節度使[4]。五月戊子，以沙州留後曹元忠為沙州節度使、檢校太尉、同平章事。[5]
- 北宋建隆三年（962年）正月丙子，瓜沙歸義節度使曹元忠向宋太祖獻馬。[6]
- 開寶三年（970年），曹元忠累官至奉國保塞功臣、歸義軍節度使、特進、檢校太師、兼中書令、西平王。

曹元忠是在位时间最长的归义军节度使，他在任期间，编纂历日、敬授民时；设立军镇、还授土地；保障丝路畅通、促进文化交往；开窟造像、雕版印经。为今天敦煌文物的传承和保护做出了巨大的贡献。